# Châteaubourg (Ardèche)
Châteaubourg – miejscowość i gmina we Francji, w regionie Owernia-Rodan-Alpy, w departamencie Ardèche.
Według danych na rok 1990 gminę zamieszkiwało 209 osób, a gęstość zaludnienia wynosiła 49 osób/km² (wśród 2880 gmin regionu Rodan-Alpy Châteaubourg plasuje się na 1418. miejscu pod względem liczby ludności, natomiast pod względem powierzchni na miejscu 1571.).

## Galeria

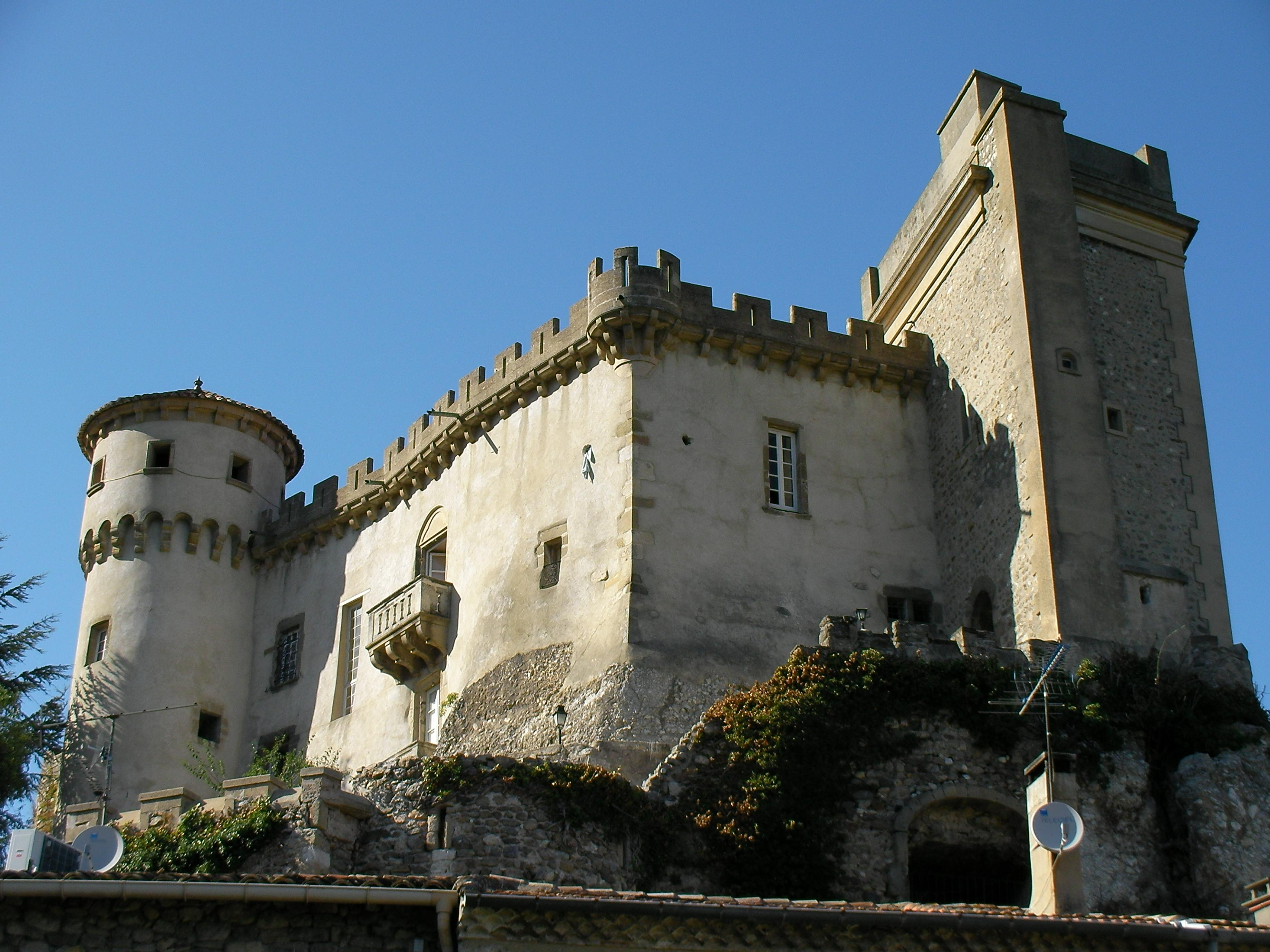
Zamek Châteaubourg (2009)
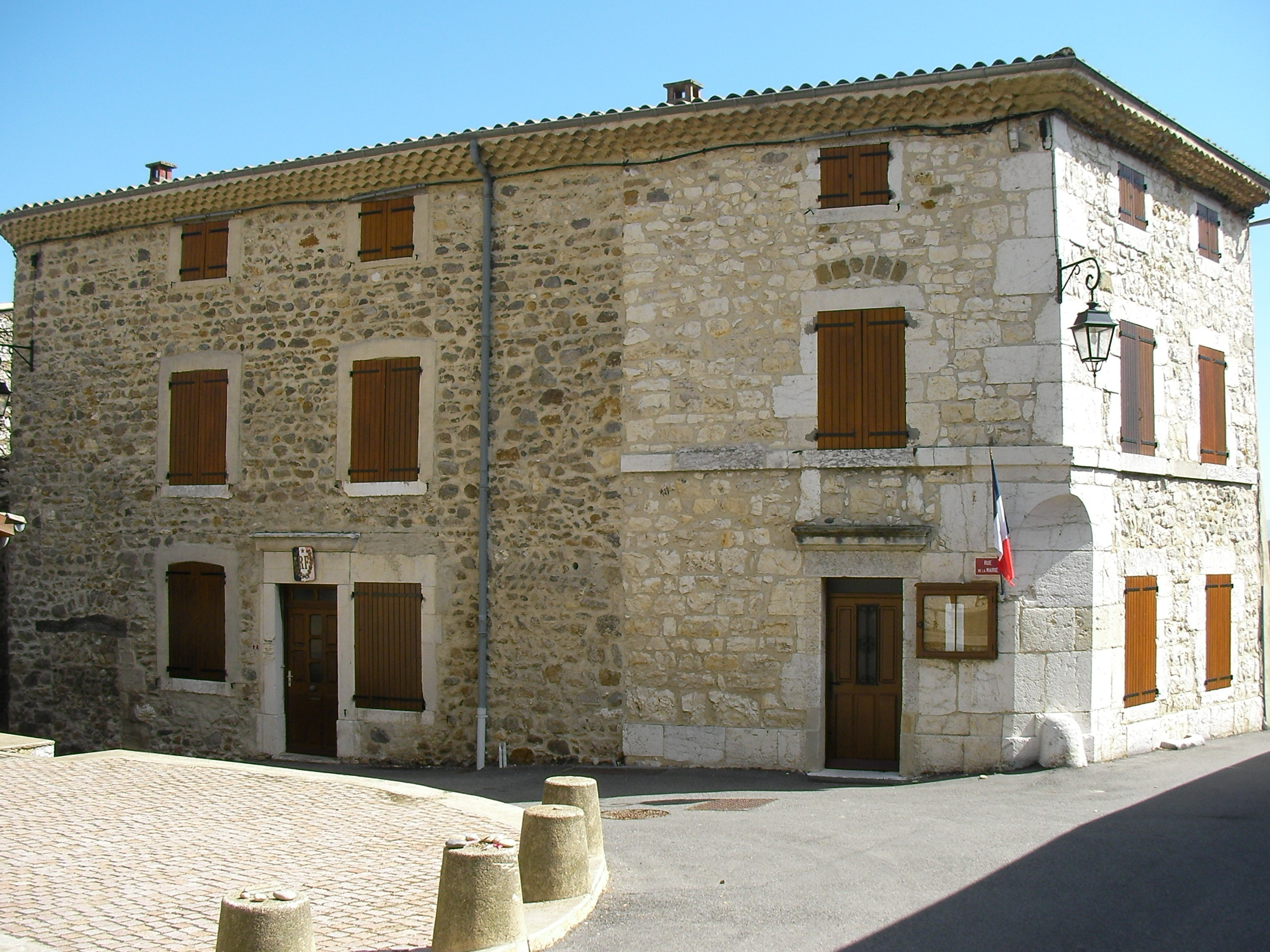
Ratusz (2010)